# Jan Peder Syse
Jan Peder Syse (25. listopadu 1930 – 17. září 1997) byl norský politik a právník. V letech 1989-1990 byl premiérem Norska. V letech 1983–1985 byl ministrem průmyslu, v letech 1993–1997 předsedou norského parlamentu. Byl představitelem Konzervativní strany, jejímž předsedou byl v letech 1988–1991.
Byl znám svou strategií co nejužší spolupráce skandinávských zemí s pobaltskými státy poté, co na počátku 90. let opustily Sovětský svaz. Jeho cílem bylo vymanit je z ruského vlivu a začlenit do severoevropského kulturně-ekonomického prostoru.